# Manua
Manua is een geslacht van vliesvleugeligen uit de familie Encyrtidae. De wetenschappelijke naam van dit geslacht is voor het eerst geldig gepubliceerd in 2010 door Noyes.

## Soorten
Het geslacht Manua is monotypisch en omvat slechts de volgende soort:
- Manua omopyx Noyes, 2010